# Bob Garrett
Robert S. (Bob) Garrett (Baltimore County (Maryland), 24 mei 1875 - aldaar, 25 april 1961) was een Amerikaanse atleet. Hij was de eerste olympische kampioen discuswerpen en kogelstoten bij de eerste (moderne) Olympische Spelen in 1896.

## Levensloop
Garrett werd geboren in een welvarende familie in Baltimore County, Maryland. Hij studeerde aan de Princeton-universiteit, New Jersey, waar hij veld- en loopatletiek als bijstudies volgde. In eerste instantie was Garrett een kogelstoter, maar hij nam ook deel aan de springdisciplines. Toen hij het idee kreeg om naar de Olympische Spelen te gaan, besloot hij om ook te gaan discuswerpen. Overigens bestond er in die tijd nog geen bond die de atleten uitzond en de kosten van reis en verblijf voor zijn rekening nam. De welgestelde Garrett loste dit probleem op door niet alleen de deelname aan de Spelen in Athene voor zichzelf te financieren, maar tevens voor een drietal andere sportieve landgenoten.

### Olympisch avontuur 1896
In de bibliotheek van zijn universiteit had Garrett in oude boeken gesnuffeld en op basis van hoe de discussen er bij de oude Grieken uitzagen, liet hij bij een smid een discus smeden. Dit resulteerde in een ongelooflijk zware discus van zo'n 5 kg, welke niet weg te werpen was. Daarom had hij maar van deelneming aan het nummer afgezien. In Athene aangekomen ontdekte hij echter, dat de op de Spelen gebruikte discussen veel lichter waren, namelijk iets meer dan 2 kg. Daarop besloot hij toch maar mee te doen.
Zijn tegenstanders, vooral Grieken, waren ware professionals en wierpen met een geweldige techniek. Garrett daarentegen gooide op een totaal andere manier. Dit resulteerde dan ook in twee slechte worpen, waarbij de discus bij één zelfs bijna het publiek in vloog. Hij werd door iedereen uitgelachen, maar daarna kwam het wonder. Bij de derde worp namelijk wierp Garrett de discus 19 cm verder dan de verste tot dan toe, Panagiotis Paraskevopoulos. Hiermee won hij, tot verbazing van de hele wereld, de gouden medaille.
Ook bij het kogelstoten won hij goud, bij het verspringen zilver en bij het hoogspringen brons.

### Olympische Spelen 1900
Bij de volgende Spelen won Robert Garrett nog twee medailles. Bij het kogelstoten was dit zeker een opmerkelijke. Garrett was veruit de beste, maar omdat de finale op een zondag was, weigerde hij op die dag om mee te doen. Toch was zijn prestatie goed genoeg voor een bronzen medaille. Bij de staande hink-stap-sprong behaalde hij eveneens brons. Hij deed ook opnieuw mee aan het discuswerpen om zijn titel te verdedigen, maar hierop produceerde hij geen enkele geldige worp.
Na zijn carrière financierde Garrett vooral projecten op het gebied van wetenschappen als archeologie en geschiedenis. Hij verzamelde ook veel manuscripten uit de Middeleeuwen en de Renaissance: hij doneerde in 1942 meer dan 10.000 manuscripten aan zijn oude Princeton-Universiteit.

## Titels
- Olympisch kampioen discuswerpen - 1896
- Olympisch kampioen kogelstoten - 1896
- IC4A-kampioen kogelstoten - 1897

## Palmares

### discuswerpen
- 1896:  OS - 29,15 m

### kogelstoten
- 1896:  OS - 11,22 m
- 1900:  OS - 12,35 m

### hoogspringen
- 1896:  OS - 1,71 m[3]

### verspringen
- 1896:  OS - 6,18 m[3]

### staand hink-stap-springen
- 1900:  OS - 9,50 m

1896: Bob Garrett ·
1900: Rudolf Bauer ·
1904: Martin Sheridan ·
1906: Martin Sheridan ·
1908: Martin Sheridan ·
1912: Armas Taipale ·
1920: Elmer Niklander ·
1924: Bud Houser ·
1928: Bud Houser ·
1932: John Anderson ·
1936: Ken Carpenter ·
1948: Adolfo Consolini ·
1952: Sim Iness ·
1956: Al Oerter ·
1960: Al Oerter ·
1964: Al Oerter ·
1968: Al Oerter ·
1972: Ludvík Daněk ·
1976: Mac Wilkins ·
1980: Viktor Rasjtsjoepkin ·
1984: Rolf Danneberg ·
1988: Jürgen Schult ·
1992: Romas Ubartas ·
1996: Lars Riedel ·
2000: Virgilijus Alekna ·
2004: Virgilijus Alekna ·
2008: Gerd Kanter ·
2012: Robert Harting ·
2016: Christoph Harting ·
2020: Daniel Ståhl ·
2024: Rojé Stona
1896: Bob Garrett ·
1900: Richard Sheldon ·
1904: Ralph Rose ·
1906: Martin Sheridan ·
1908: Ralph Rose ·
1912: Pat McDonald ·
1920: Ville Pörhölä ·
1924: Bud Houser ·
1928: John Kuck ·
1932: Leo Sexton ·
1936: Hans Woellke ·
1948: Wilbur Thompson ·
1952: Parry O'Brien ·
1956: Parry O'Brien ·
1960: Bill Nieder ·
1964: Dallas Long ·
1968: Randy Matson ·
1972: Władysław Komar ·
1976: Udo Beyer ·
1980: Vladimir Kiseljov ·
1984: Alessandro Andrei ·
1988: Ulf Timmermann ·
1992: Mike Stulce ·
1996: Randy Barnes ·
2000: Arsi Harju ·
2004: Adam Nelson ·
2008: Tomasz Majewski ·
2012: Tomasz Majewski ·
2016: Ryan Crouser ·
2020: Ryan Crouser ·
2024: Ryan Crouser
- Gemeinsame Normdatei: 1326242067
- International Standard Name Identifier: 0000 0000 6129 279X
- Library of Congress Control Number: nr93014294
- Nationale Bibliotheek van Israël: 987007285175005171
- SNAC: w6v413k6
- Union List of Artist Names: 500372583
- Virtual International Authority File: 63879113
- WorldCat: E39PBJrrrchcRQY6rFkjQdChHC